# Mikania angularis
Mikania angularis là một loài thực vật có hoa trong họ Cúc. Loài này được Humb. & Bonpl. mô tả khoa học đầu tiên năm 1809.